# Temples of Ice
Temples of Ice е седми студиен албум на британската хевиметъл група Venom. Издаден е от Under One Flag през 1991 г.

## Състав
- Тони „Унищожителя“ Долан – вокали, бас
- Мантас – китара
- Ал Бърнс – китара
- Абадон – барабани